# Amschel Mayer Rothschild
Amschel Mayer von Rothschild (12. června 1773 Frankfurt nad Mohanem – 6. prosince 1855 tamtéž) byl německý bankéř, člen finanční dynastie Rothschildů. V roce 1822 byl povýšen do stavu svobodných pánů.

## Život
Amschel Mayer von Rothschild byl druhým dítětem a nejstarším synem bankéře a zakladatele dynastie Rothschildů Mayera Amschela Rothschilda (1744–1812) a jeho ženy Gutle, rozené Schnapper (1753–1849). Od mládí byl zaměstnán v rodinném podniku. V roce 1805 jako první z bratrů zakládal pobočku mimo Frankfurt, jeho pobyt v Casselu byl však dočasný. V roce 1810 jej i jeho čtyři bratry vzal otec jako partnery rodinného bankovního domu Mayer Amschel Rothschild a synové (M. A. Rothschild & Söhne). Po smrti svého otce M. A. Rothschilda v roce 1812 převzal vedení frankfurtské banky a stal se hlavou rodu, jeho bratři založili pobočky bankovního domu:
- James Mayer de Rothschild (1792–1868) v Paříži
- Salomon Mayer von Rothschild (1774–1855) ve Vídni
- Nathan Mayer von Rothschild (1777–1836) v Londýně
- Calman [Carl] Mayer von Rothschild (1788–1855) v Neapoli

Frankfurtský bankovní dům od roku 1813 se nacházel na Fahrgasse v novoklasicistickém domě. Frankfurt byl místem, kde se rodiny scházely. Na rozdíl od svých bratrů byl Amschel Mayer značně konzervativní a opatrný, neustále se obával o likviditu své banky a rizik podnikání, proto se spíše věnoval menším obchodním transakcím.
Rakouský ministr financí Johann Philip hrabě Stadion dal návrh kancléři knížeti Clemensu Metternichovi, aby císař František I. povýšil do šlechtického stavu Amschela Mayera a Salomona Mayera Rothschildů do šlechtického stavu, tím by si zajistili podporu bankovního domu Rothschildů v poskytování půjček. Císař František I. i přes odpor zástupců staré šlechty 25. září 1816 návrhu Metternicha vyhověl. Patentem z 21. října 1816 byli do stavu šlechtického přijati bratři Carl Mayer a James Mayer. 29. září 1822 bylo všech pět bratrů povýšeno do šlechtického stavu svobodných pánů (baronů). Jejich erbovní motto bylo CONCORDIA – INTEGRITAS – INDUSTRIA.
Amschel Mayer von Rothschild byl velmi zbožný ortodoxní žid, byl odpůrcem reforem a byl aktivní v boji za rovná práva židů.
16. listopadu 1796 se oženil s Evou Hanau (1779–1848), jejich svazek byl bezdětný. Po jeho smrti převzal podnik ve Frankfurtu nad Mohanem jeho synovec Mayer Carl von Rothschild (1820–1886), syn Carla Mayera von Rothschilda z Neapole.

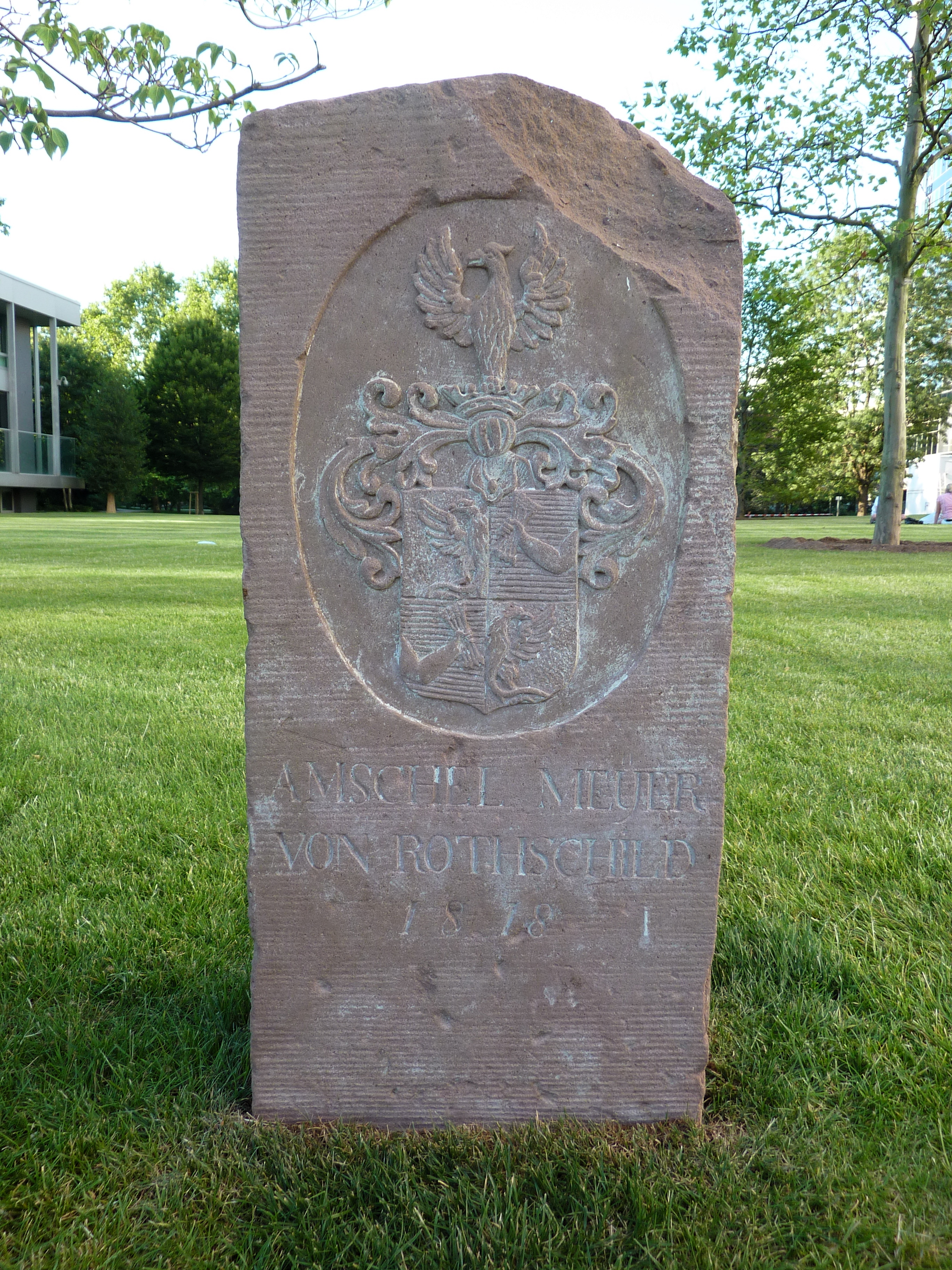
Náhrobek Amschela Mayera von Rothschilda

Zemřel 6. prosince 1855. Jeho hrob se nachází na starém židovském hřbitově na Rat-Beil-Straße. Návrh hrobu pochází od německého sochaře Eduarda Schmidta von der Launitz (1796–1869).